# シウダーグアヤナ
シウダーグアヤナ（Ciudad Guayana）は、ベネズエラのボリバル州にできた計画都市である。オリノコ川の南、カロニ川との合流地点の近くに位置する。市は1961年に設立したが、実際は東にサン・フェリクスの古い町と西にプエルトオルダスの新しい町で構成されており、どちらもカロニ川沿いに位置し、三つの橋で結ばれている。